# HD 200753
HD 200753，又名BD+46 3159，SAO 50408、HR 8074，是一颗恒星，视星等为6.32，位于銀經87.97，銀緯0.04，其B1900.0坐标为赤經21h 0m 15.7s，赤緯+46° 0.04′ 4″。